# Real Academia de Ciencias y Artes de Barcelona

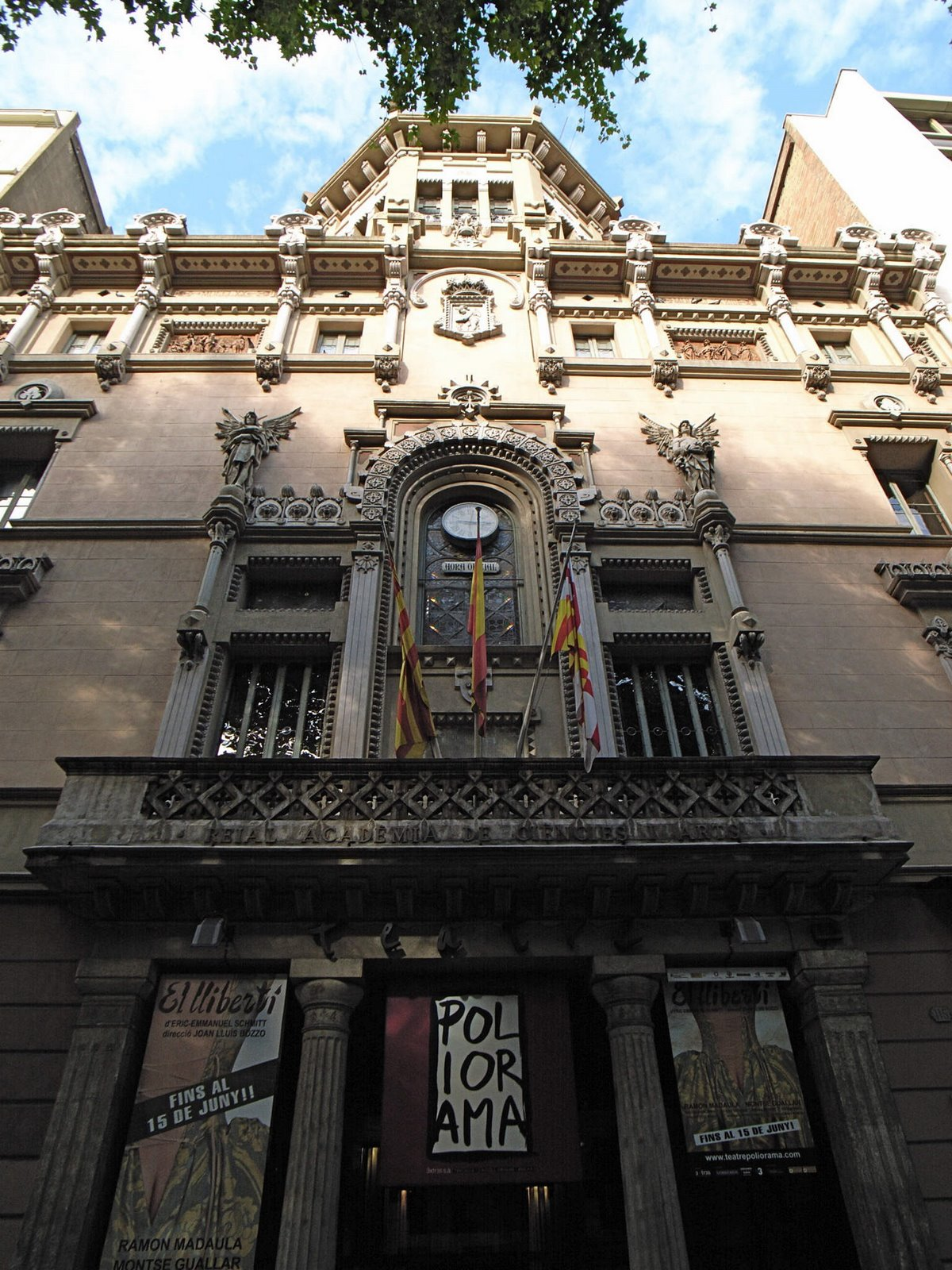
El edificio es obra del arquitecto modernista José Doménech y Estapá.

La Real Academia de Ciencias y Artes de Barcelona (en catalán: Reial Acadèmia de Ciències i Arts de Barcelona) es una Real Academia ubicada en Barcelona, España, fundada en 1764 como sociedad literaria y que en el 2007 cumple las funciones del estudio de las Ciencias, en especial en el ámbito de Cataluña.
Fue fundada como Conferencia Physycomatemática Experimental, siendo su primer Presidente Francisco Subirás, para ser después denominada por Real Cédula como Real Conferencia Física que trataría los asuntos relativos al Principado de Cataluña. Tras cambiar de nuevo su nombre por el de Real Academia de Ciencias Naturales y Artes, desde 1887 mantiene su actual denominación.
La Academia dispone de una biblioteca con más de cien mil volúmenes que es considerada una de las más importantes de España por la abundancia de obras científicas de más de tres siglos, un archivo histórico y un complejo compuesto del observatorio astronómico Fabra, inaugurado en 1904, con equipos astronómicos,sismológicos y meteorológicos.
El edificio de la Academia es obra del arquitecto José Doménech y Estapá, inaugurado el año 1894 y está situado en La Rambla núm. 115. En la planta baja se encuentra el Teatro Poliorama y en la primera planta un reloj astronómico fabricado por Alberto Billeter entre 1859 y 1869.